# Oh Yun-hee
Oh Yun-hee (kor.: 오연희, ur. 14 maja 1984) – koreańska szpadzistka, brązowa medalistka mistrzostw świata. 
Podczas mistrzostw świata w Paryżu w 2010 roku Koreanki w składzie: Oh Yun-hee, Shin A-lam, Jung Hyo-jung i Park Se-ra zdobyły brązowy medal w zawodach drużynowych. W rywalizacji indywidualnej zajęła tam siódme miejsce.
Ponadto zdobyła brązowy medal w drużynie na igrzyskach azjatyckich w Kantonie (2010).